# 車肆二
蛇夫座20，又名BD-10 4394，HD 151769、SAO 160118、HR 6243，是蛇夫座的一颗恒星，视星等为4.65，位于銀經8.04，銀緯20.93，其B1900.0坐标为赤經16h 44m 18s，赤緯-10° 20.93′ 22″。